# Прудок (Борисовський район)
Прудок (біл. вёска Прудок) — село в складі Борисовського району Мінської області, Білорусь. Село підпорядковане Пригородницькій сільській раді, розташоване в північно-східній частині області.